# Шенгавіт
Шенгавіт (вірм. Շենգավիթ) є одним з 12-ти адміністративних районів (округів) Єревану, столиці Вірменії. Розташований в південно-західній частині міста. Його населення становить 140 тис. жителів. Це один із найбільш густонаселених районів міста.
Район поділяється на шість громад (кварталів): Нижній Шенгавіт, Верхній Шенгавіт, Нижній Чарбах, Верхній Чарбах, Норагавіт, Аерація.